# Đại học Kinh tế Cracow
Đại học Kinh tế Cracow (tiếng Ba Lan: Uniwersytet Ekonomiczny w Krakowie, UEK)  là một trong năm trường đại học kinh tế công Ba Lan. CUE ra đời vào năm 1925. Đây là trường đại học lớn nhất về khoa học kinh tế ở Ba Lan. Đại học Kinh tế Kraków là một trong ba trường đại học lớn nhất ở Kraków, sau Đại học Jagiellonia và Đại học Khoa học và Công nghệ AGH. Phương châm và sứ mệnh của trường đại học trong tiếng Latin là "Rerum cognoscere duyênas et valorem" (bằng tiếng Anh "Để tìm hiểu nguyên nhân và giá trị của sự vật. Để cung cấp giáo dục phổ cập. Tập hợp kiến thức chuyên môn và tổng quát về đặc điểm phương pháp luận và lý thuyết. ") 17 mẫu Anh (69.000 m2)     khuôn viên nằm trong vùng lân cận của Phố cổ Kraków thời trung cổ lịch sử và có thể dễ dàng tiếp cận cả khi đi bộ hoặc lưu thông với giao thông công cộng. Ngoài cơ sở chính ở Kraków, trường còn có bảy Trung tâm giảng dạy từ xa tại các thành phố trong khu vực.

## Lịch sử
Trường đại học mở cửa vào ngày 1 tháng 10 năm 1925 với tên gọi College of Commerce (Wyższe Studium Handlowe).
Vào ngày 6 tháng 11 năm 1939, như một phần của hoạt động Sonderaktion Krakau, Đức quốc xã đã bắt giữ các giáo sư của các trường đại học Cracow, những người sau đó đã bị xử tử hoặc bị đưa đến các trại tập trung. Trong số đó có bốn giáo sư của học viện: Arnold Bolland, Zygmunt Sarna, Walenty Winid và Albin abiński, cũng như nhiều giáo sư của các trường đại học khác đang điều hành một số lớp học tại học viện . Hai tòa nhà của trường bị tịch thu, và nhiều sách thư viện và tài liệu bị mất. Các lớp học tiếp tục hoạt động lén lút trong suốt cuộc chiến, cho đến khi trường có thể mở cửa trở lại vào năm 1945. Trường được quốc hữu hóa vào năm 1950 và được đổi tên thành Trường Kinh tế Đại học (Wyższa Szkoła Ekonomzna).
Năm 1974, nó được đổi tên một lần nữa, với tên gọi là Học viện Kinh tế Kraków (Akademia Ekonomzna w Krakowie). Năm 2007, nó thay đổi với tên hiện tại: Đại học Kinh tế Cracow (Uniwersytet Ekonomzny w Krakowie).

## Bằng cấp
Đại học Kinh tế Kraków có quyền thừa nhận:
- Licencjat - 1 bằng cấp
- inżynier - Kỹ sư có 2 bằng chuyên ngành
- Magister - thạc sĩ châu Âu trong 11 chuyên ngành
- Bằng MBA - hợp tác với các trường đại học nước ngoài
- Bằng MPA - hợp tác với các trường đại học nước ngoài
- doktor nauk - Tiến sĩ trong 3 ngành: kinh tế, quản lý và khoa học hàng hóa
- doktor habilitowany - bằng Habilitation trong 3 lĩnh vực: kinh tế, quản lý và hàng hóa khoa học

## Cơ cấu và tổ chức

### Khoa
- Khoa kinh tế và quan hệ quốc tế
  - Khoa kinh tế vĩ mô
  - Khoa Kinh tế vi mô
  - Khoa kinh tế quốc tế
  - Khoa lý thuyết kinh tế

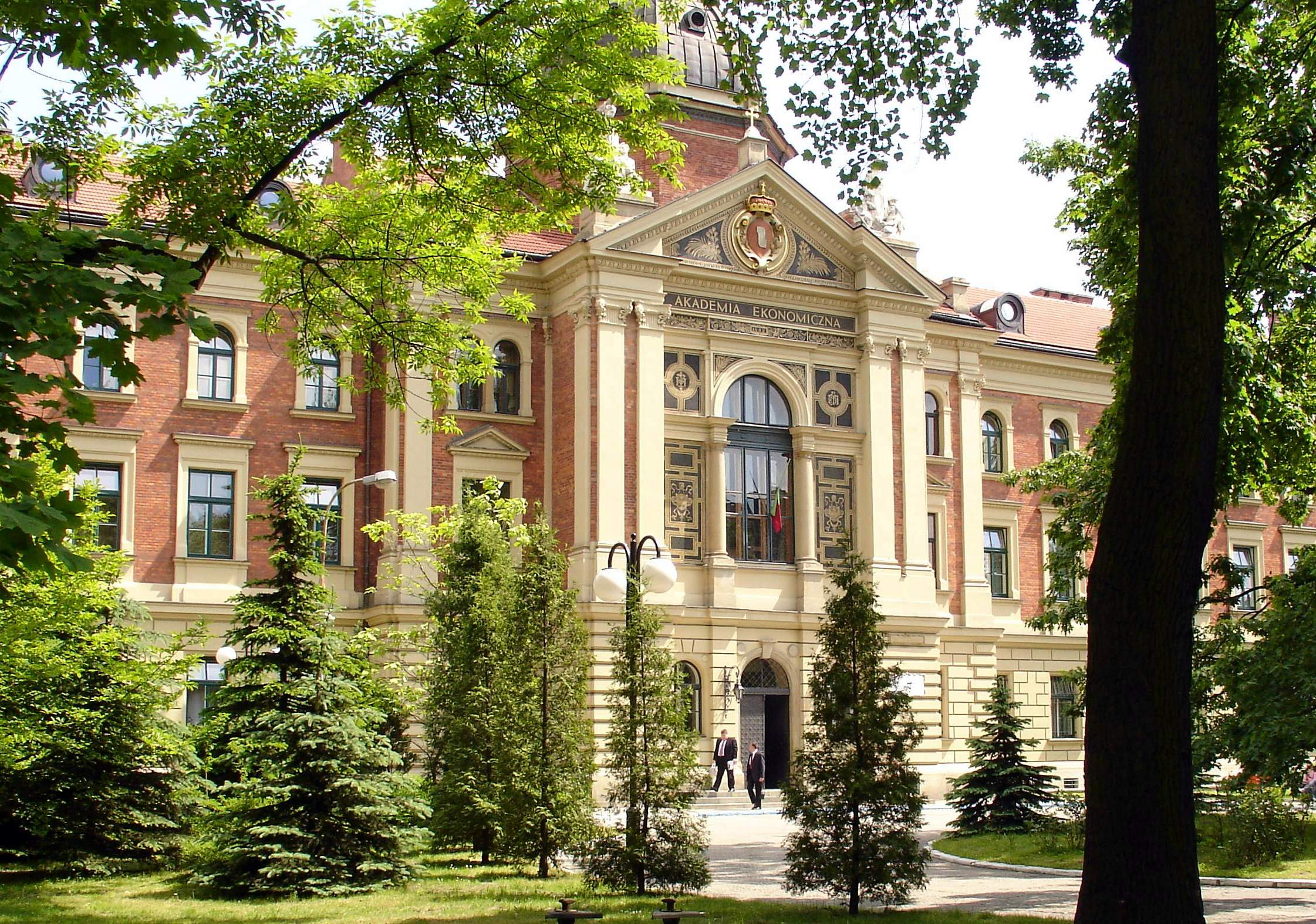
Tòa nhà chính của trường đại học.

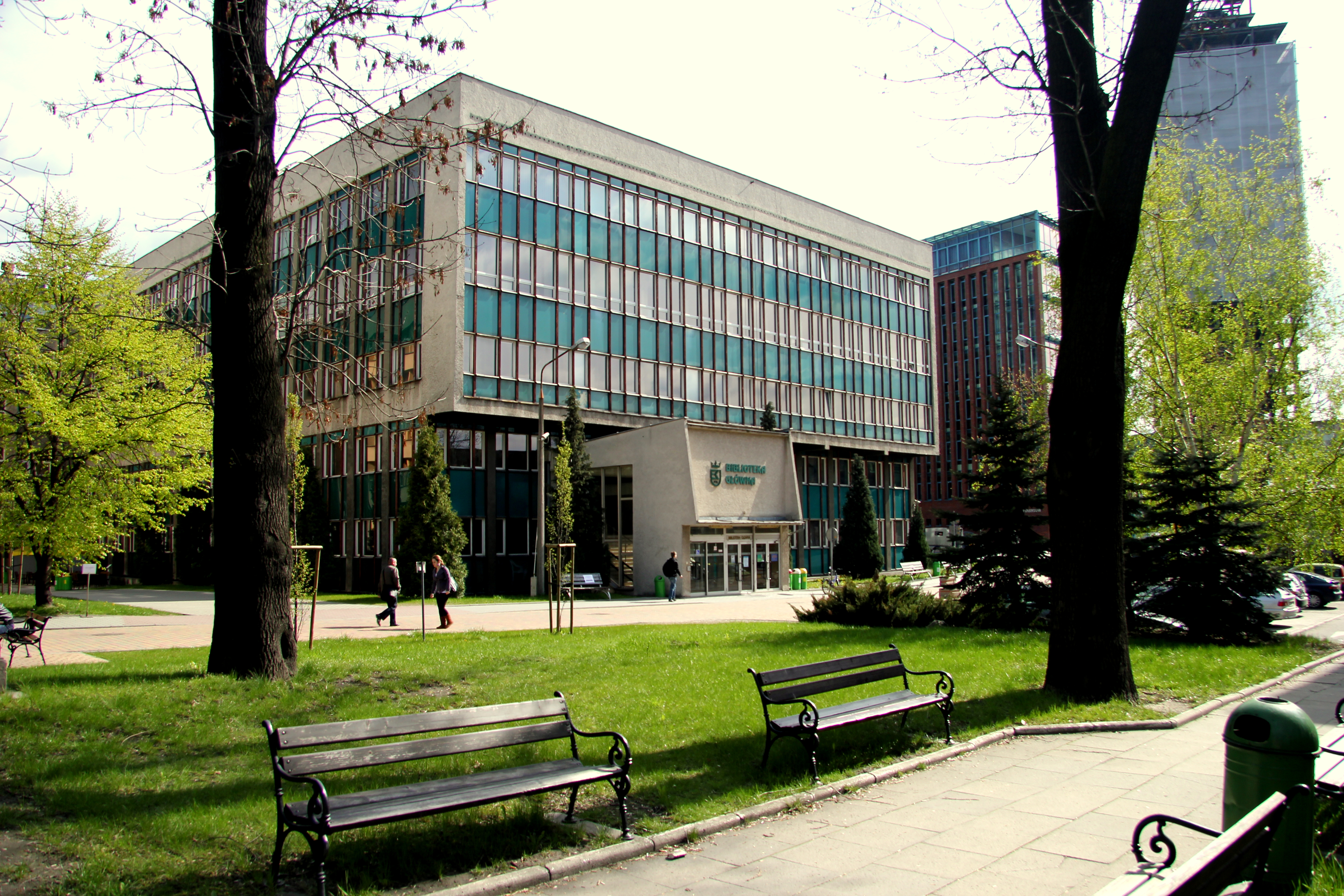
Thư viện chính

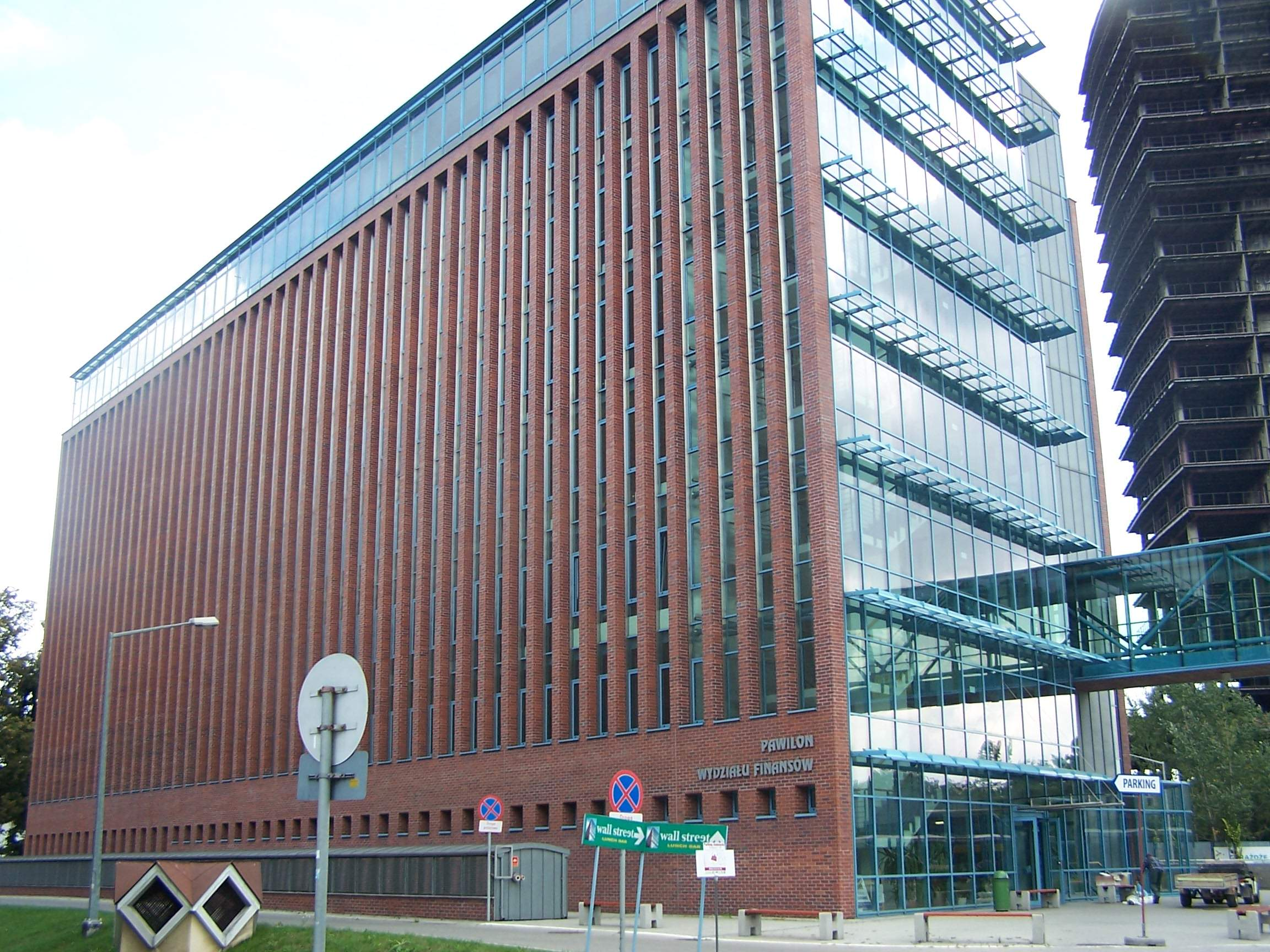
Khoa tài chính

  - Khoa hội nhập kinh tế châu Âu (Trung tâm xuất sắc châu Âu Jean Monnet)
  - Khoa nghiên cứu châu Âu
  - Khoa ngoại thương
  - Khoa quản lý quốc tế
  - Khoa quản lý nguồn nhân lực
  - Khoa chính sách kinh tế và lập trình phát triển
  - Khoa hành chính công
  - Khoa khởi nghiệp và đổi mới
  - Khoa phân tích chiến lược
  - Khoa Kinh tế cho quá trình đầu tư và bất động sản
  - Khoa Lịch sử Kinh tế và Xã hội (UNESCO về Di sản và Nghiên cứu Đô thị)
  - Khoa lịch sử tư tưởng kinh tế
  - Khoa khoa học chính trị
  - Khoa triết học
  - Khoa xã hội học
  - Khoa Tâm lý và Giáo dục
  - Khoa Chiến lược tổ chức và phát triển
  - Khoa luật quốc tế và so sánh
  - Khoa luật công
- Khoa tài chính
  - Khoa tài chính
  - Khoa tài chính doanh nghiệp
  - Khoa kinh tế khu vực
  - Khoa toán
  - Khoa chính sách công nghiệp và sinh thái
  - Khoa pháp luật
  - Khoa kế toán tài chính
  - Khoa thị trường tài chính
  - Khoa bảo hiểm
  - Khoa kinh tế hộ gia đình
- Khoa Khoa học Hàng hóa
  - Khoa Hóa học và Động học quá trình
  - Khoa Kinh tế ứng dụng
  - Khoa đo lường và phân tích công cụ
  - Khoa Vi sinh hàng hóa
  - Khoa bao bì sản phẩm
  - Khoa Công nghệ sản phẩm và sinh thái
  - Khoa khoa học hàng hóa công nghiệp
  - Khoa khoa học thực phẩm hàng hóa
  - Khoa quản lý chất lượng
- Khoa Quản lý
  - Khoa phân tích thị trường và nghiên cứu tiếp thị
  - Khoa nghiên cứu tiêu thụ
  - Khoa Kinh tế lượng
  - Khoa Tổ chức Kinh tế và Doanh nghiệp
  - Khoa thương mại và tổ chức thị trường
  - Khoa công nghệ thông tin
  - Khoa hệ thống tính toán
  - Khoa tiếp thị
  - Khoa phương pháp tổ chức và quản lý
  - Khoa quá trình quản lý
  - Khoa kế toán
  - Khoa thống kê
  - Khoa chiến lược quản lý
  - Khoa du lịch
  - Khoa hành vi tổ chức
  - Khoa quản lý nhân sự

## Nghiên cứu
Có khoảng 20.000 sinh viên (toàn thời gian và bán thời gian). Trường đại học cung cấp 13 ngành và 38 chuyên ngành trong các chuyên ngành được giảng dạy bằng tiếng Ba Lan. CUE cũng cung cấp các chương trình nghiên cứu bằng tiếng Anh. Trường đại học cung cấp nhiều khóa học và nghiên cứu sau đại học cũng như các chương trình MBA hợp tác với các trường đại học nước ngoài.
Các nghiên cứu trong ngôn ngữ Ba Lan được thực hiện trong các chuyên ngành sau:
- kinh tế học (B.Sc., M.Sc.)
- hành chính (BA)
- quản lý và hành chính công)
- quan hệ quốc tế (BA, MA)
- kinh tế quốc tế (B.Sc., M.Sc.)
- quản lý (B.Sc., ThS.)
- quản lý và kỹ thuật sản xuất (B.Sc)
- khoa học hàng hóa (B.Sc., M.Sc.)
- Nghiên cứu châu Âu (BA)
- tài chính và kế toán (B.Sc., M.Sc.)
- quản lý không gian (B.Sc., M.Sc.)
- du lịch và giải trí (BA)
- Nghiên cứu CNTT và kinh tế lượng (B.Sc., M.Sc.)
- tiếp thị và truyền thông thị trường (B.Sc., M.Sc.)

Các nghiên cứu trong ngôn ngữ tiếng Anh được thực hiện trong các chuyên ngành sau:
- kinh doanh quốc tế (B.Sc., M.Sc.)
- tài chính doanh nghiệp và kế toán (B.Sc., M.Sc.)
- quản lý và hành chính công)

Đại học Kinh tế Kraków cũng cung cấp các chương trình nghiên cứu trình độ tiến sĩ trong các ngành sau:
- trong tiếng Ba Lan: kinh tế, quản lý, khoa học hàng hóa
- trong tiếng Đức: kinh tế, quản lý

## Ấn phẩm định kỳ bằng tiếng Anh
- Bài giảng của Hiệu trưởng
- Argumenta Oeconomica Cracoviensia Lưu trữ ngày 18 tháng 8 năm 2011 tại Wayback Machine  Lưu trữ ngày 18 tháng 8 năm 2011 tại Wayback Machine
- EMERGO - Tạp chí chuyển đổi nền kinh tế và xã hội Lưu trữ ngày 23 tháng 1 năm 2010 tại Wayback Machine
- Wiki Encyclopedia of Management "M-files"[liên kết hỏng]

## Liên kết
Đại học Kinh tế Kraków là thành viên của nhiều tổ chức và mạng lưới quốc tế, như:
- European University Association (EUA)
- International Council for Open and Distance Education (ICDE)
- Danube Rectors' Conference (DRC)
- Network of International Business and Economic Schools (NIBES)
- European Master of Business Studies (EMBS)
- European Business Consortium (EBC)
- International Education Knowledge Network (IEKN)
- US Department of State-Affiliated Overseas Educational Advising Centers
- SOCRATES-ERASMUS[cần giải thích]
- Central European Exchange Program for University Studies (CEEPUS)

## Cựu sinh viên và giảng viên nổi tiếng
- Jan Czekaj
- Jerzy Hausner
- Jacek Osiewalski
- Stanisław Owsiak
- Andrzej Wojtyna
- Aleksander Surdej